# Парк культури і відпочинку імені Михайла Чекмана

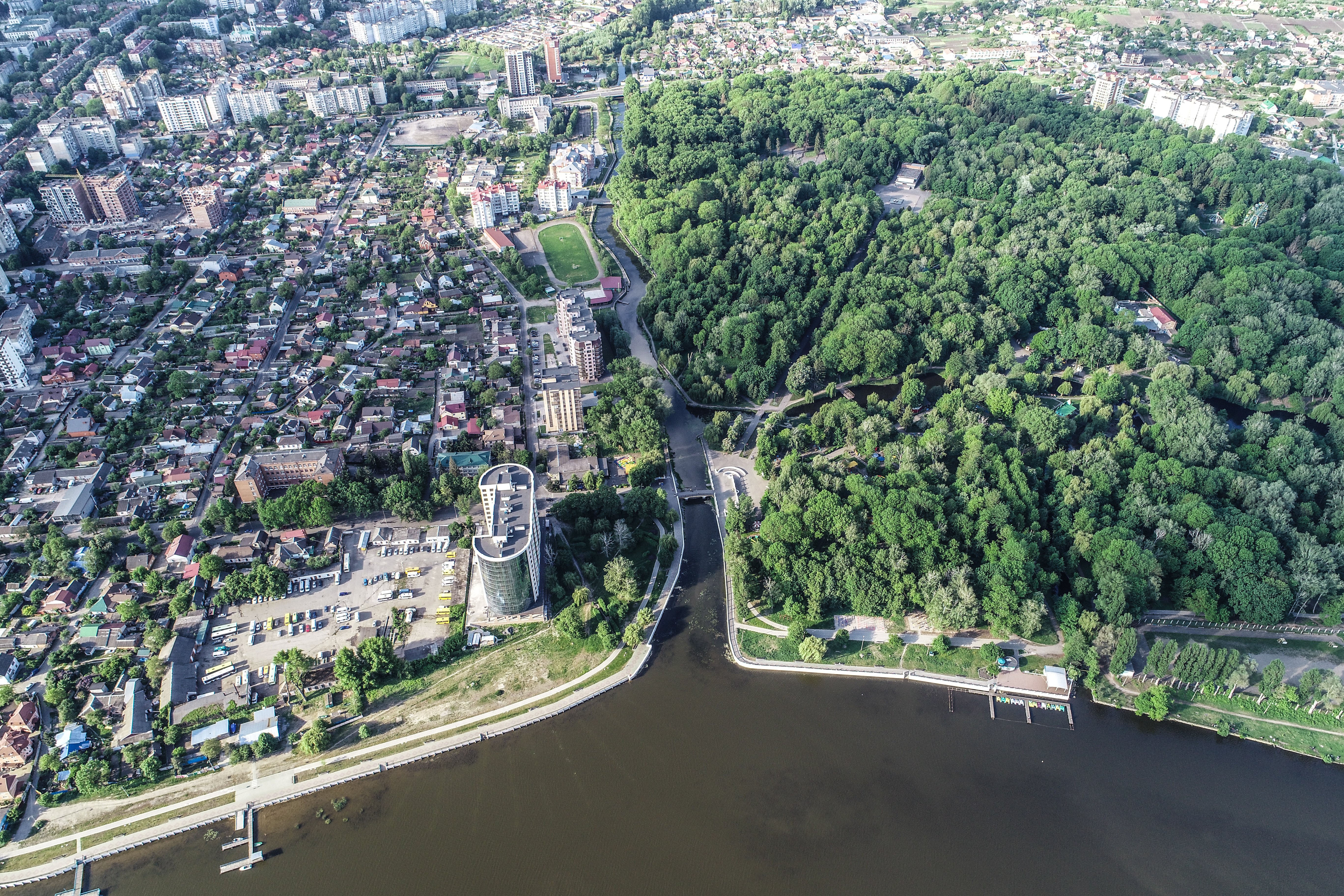
Межа парку з міською забудовою

Парк культу́ри і відпочи́нку і́мені Миха́йла Че́кмана — парк-пам'ятка садово-паркового мистецтва місцевого значення в Україні. Розташований у місті Хмельницький, на правому березі Бузького водосховища.
Площа парку становить 140 га. На його території зростає понад 30 видів дерев та чагарників, впорядкована мережа природних і штучних каналів. При вході в парк є алея скульптур, на території парку розміщені літній театр, музична естрада, танцювальний майданчик, павільйони, атракціони, спортивні і дитячі майданчики, міні зоопарк, місця для відпочинку.

## Історія
Перші насадження з'явилися в 1947—1948 роках, впорядкування розпочалося у 1949 році. Спочатку парк називався Комсомольським, в 1967 році був перейменований на честь 50-річчя Жовтня. У 1993 році з нагоди святкування 500-річчя Хмельницького отримав назву «Центральний міський парку культури та відпочинку імені 500-річчя м. Хмельницького». Того ж року парку надали статус пам'ятки садово-паркового мистецтва місцевого значення.
У парку Чекмана були музична естрада, шаховий павільйон та читальний павільйон. Працював танцювальний майданчик.
У 2008 році парк перейменовано на «Парк культури і відпочинку імені Михайла Чекмана» для увічнення пам'яті Михайла Чекмана, колишнього міського голови Хмельницького.
У парку імені Чекмана є зоокуточок, фонтан та дитячий майданчик, облаштовані велодоріжки й квіткові алеї. Була проведена реконструкція колеса огляду.
Експлуатуючою організацією парку імені Чекмана є КП «Парки і сквери м. Хмельницького».

## Реконструкція парку
В жовтні 2018 року хмельничанам було презентовано ескізний проект реконструкції та утримання парку-пам'ятки садово-паркового мистецтва місцевого значення «Парк ім. М. Чекмана». Цей документ розроблено міждисциплінарною урбаністичною ініціативою «Група 109» та фахівцями Національного лісотехнічного університету України на замовлення управління житлово-комунального господарства Хмельницької міської ради. Фахівці-дендрологи вивчили парк, описали видове різноманіття дерев, кущів, трав'янистих рослин. Відтак кожне дерево парку було ідентифіковане та пораховане. Архітектори своєю чергою запропонували сучасні просторові рішення для зон відпочинку та комерційних об'єктів. У 2019 році проект доопрацьовано та погоджено Департаментом природних ресурсів та екології Хмельницької ОДА.

### План утримання парку
Згідно з законом України «Про природно-заповідний фонд України», парк-пам'ятка садово-паркового мистецтва повинен утримуватись (доглядатись) за спеціальним науковим проектом (планом), в якому наведено науково обґрунтовані заходи із висадки рослин, обрізки дерев та ін.

#### Ландшафтний поділ парку
У плані утримання фахівці-дендрологи поділили парк Чекмана на 27 ландшафтних виділів — ділянок, у яких проводилась таксація зелених насаджень.

#### Дерева
За результатами таксації 2012 року, серед деревної рослинності парку найбільшу частку складають ясен звичайний, береза повисла, клен гостролистий, липа дрібнолиста, тополя чорна, гіркокаштан звичайний та інші. Загальна кількість видів деревної рослинності парку складає 81 вид, з них 9 видів — хвойні рослини і 72 — листяні.

#### Кущі та чагарники
В підлісковому ярусі паркового деревостану поширені такі чагарники, як бузина чорна, крушина ламка, дерен білий, ожина, садовий жасмин звичайний. Не зважаючи на те, що чагарниковий ярус парку налічує 26 таксонів, його кількісний склад незначний, а видове представництво гарно квітучих чи декоративних рослин взагалі мізерне: бузок звичайний (29 екз.), садовий жасмин звичайний (25), самшит вічнозелений (32), форзиція європейська (2) та невелика кількість декоративних туй західної та ялівців.

#### Трав'яні рослини
За матеріалами ландшафтної таксації 2012 року було обліковано 37 видів трав'яних рослин. Найбільш поширеними серед травостану є бальзамин дрібноквітковий, осока волосиста, кропива дводомна, герань лісова, яглиця звичайна, гравілат міський, розхідник звичайний та чистотіл великий та інші. Наявність цих видів свідчить як про багатство ґрунту на території парку, так і про значні сильватизаційні процеси та синантропізацію трав'яного ярусу. Слід відзначити бідне різноманіття трав'яного вкриття, яке, зважаючи на подекуди надмірну зімкнутість деревного намету, розвивається неоднорідно. У його складі присутня невелика кількість лісових видів (безщитник жіночий, герань лісова, глуха кропива, квасениця звичайна, 47 копитняк європейський, купена багатоквіткова, медунка темна), які виступають індикаторами багатих ґрунтових умов. Однак решта видів — це представники рудеральної та сегетальної рослинності (бур'яни).
Станом на серпень 2023 року КП «Парки і сквери м. Хмельницького» додало в оформлення оновленої клумби на вході в парк багаторічні злаки (Пенісетум лисохвостий).

## Галерея

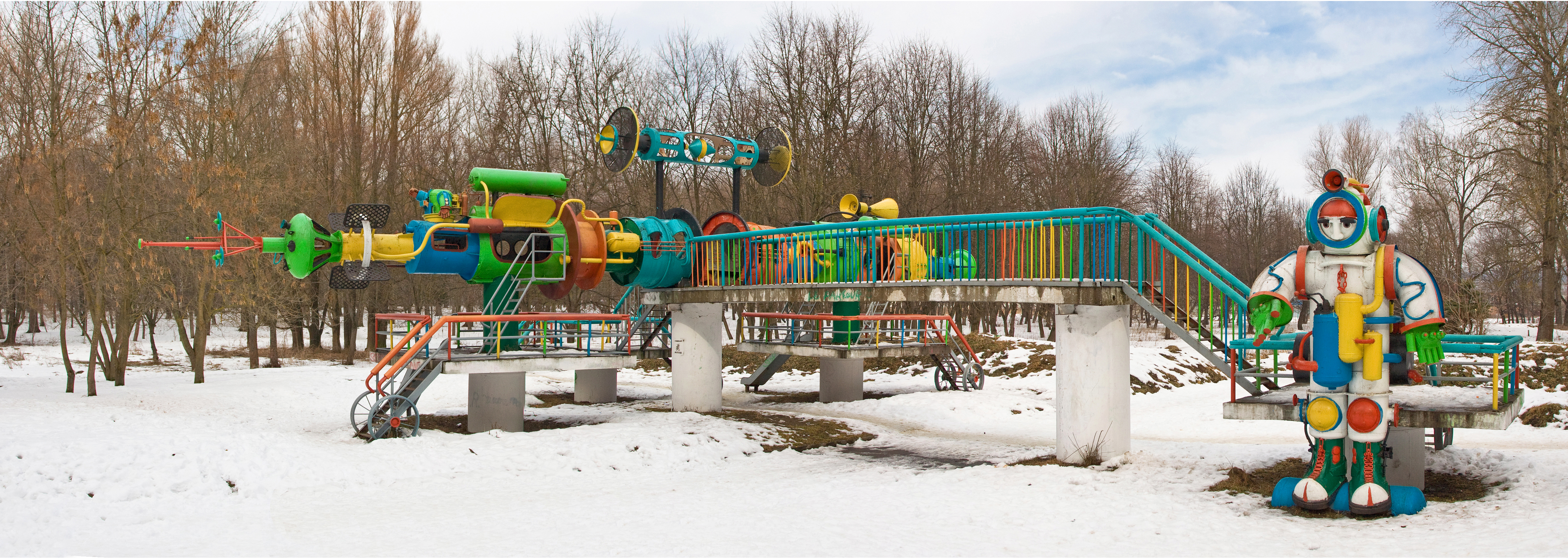
Панорама дитячого майданчику. Скульптури Миколи Мазура
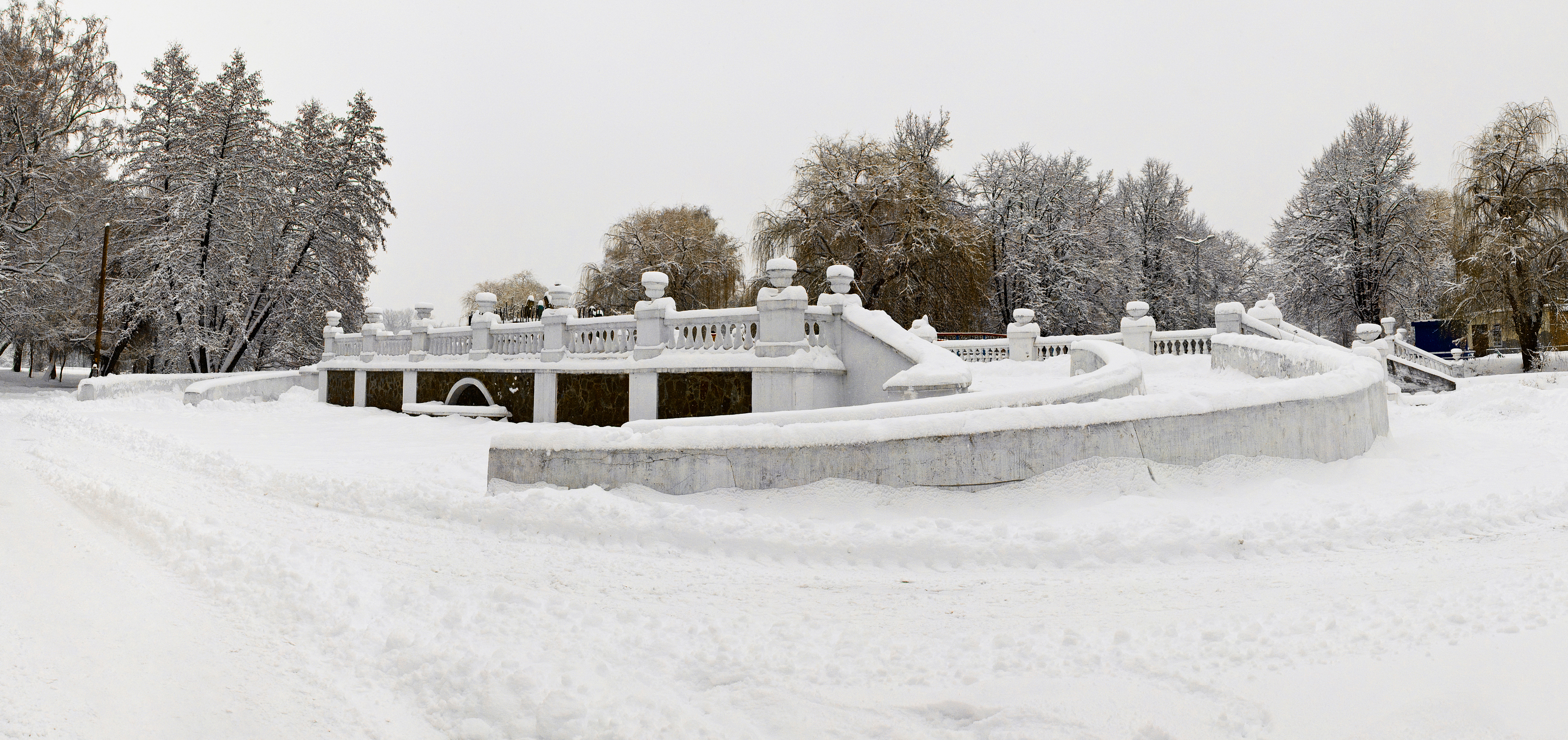
Парк взимку
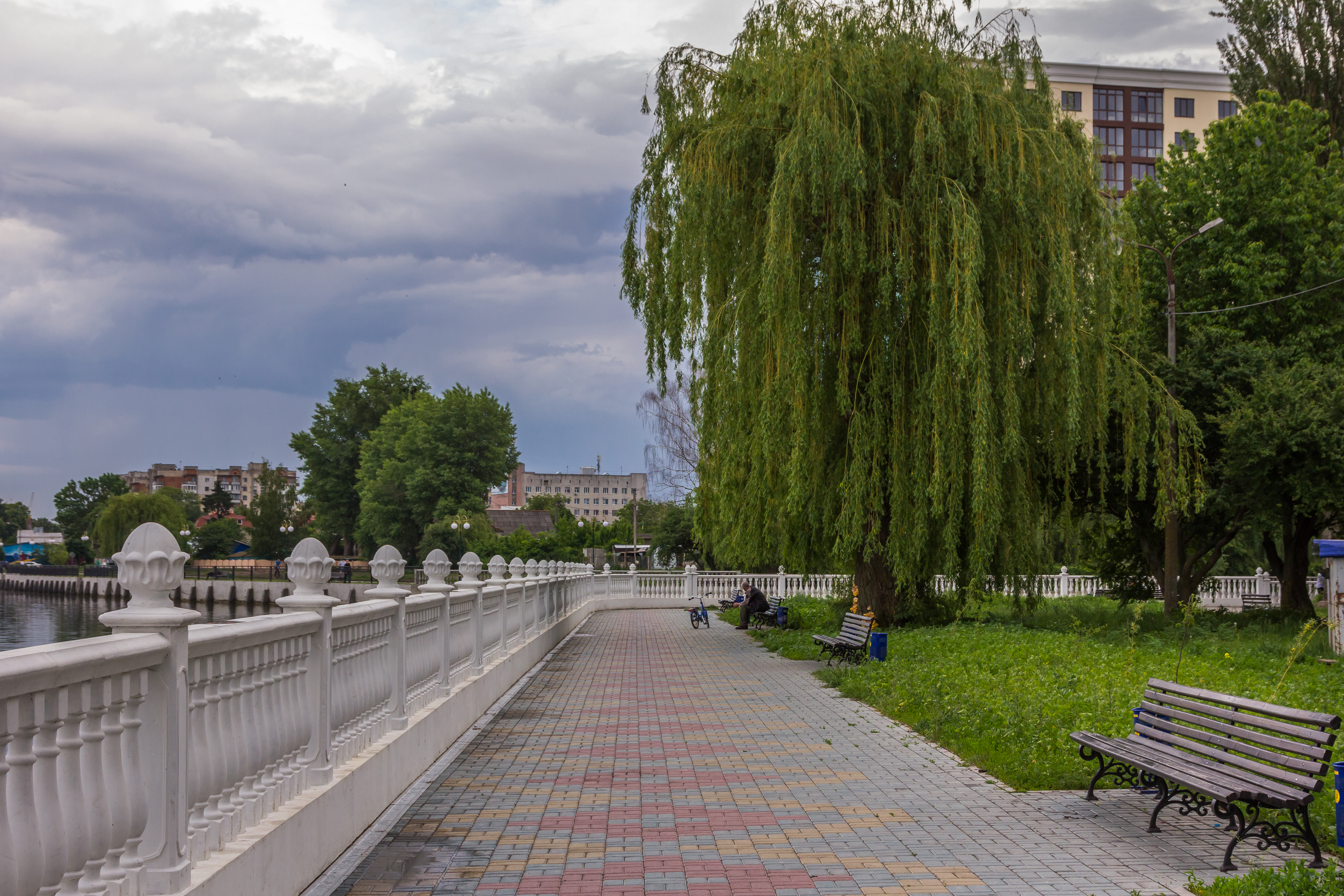
Набережна вздовж парку
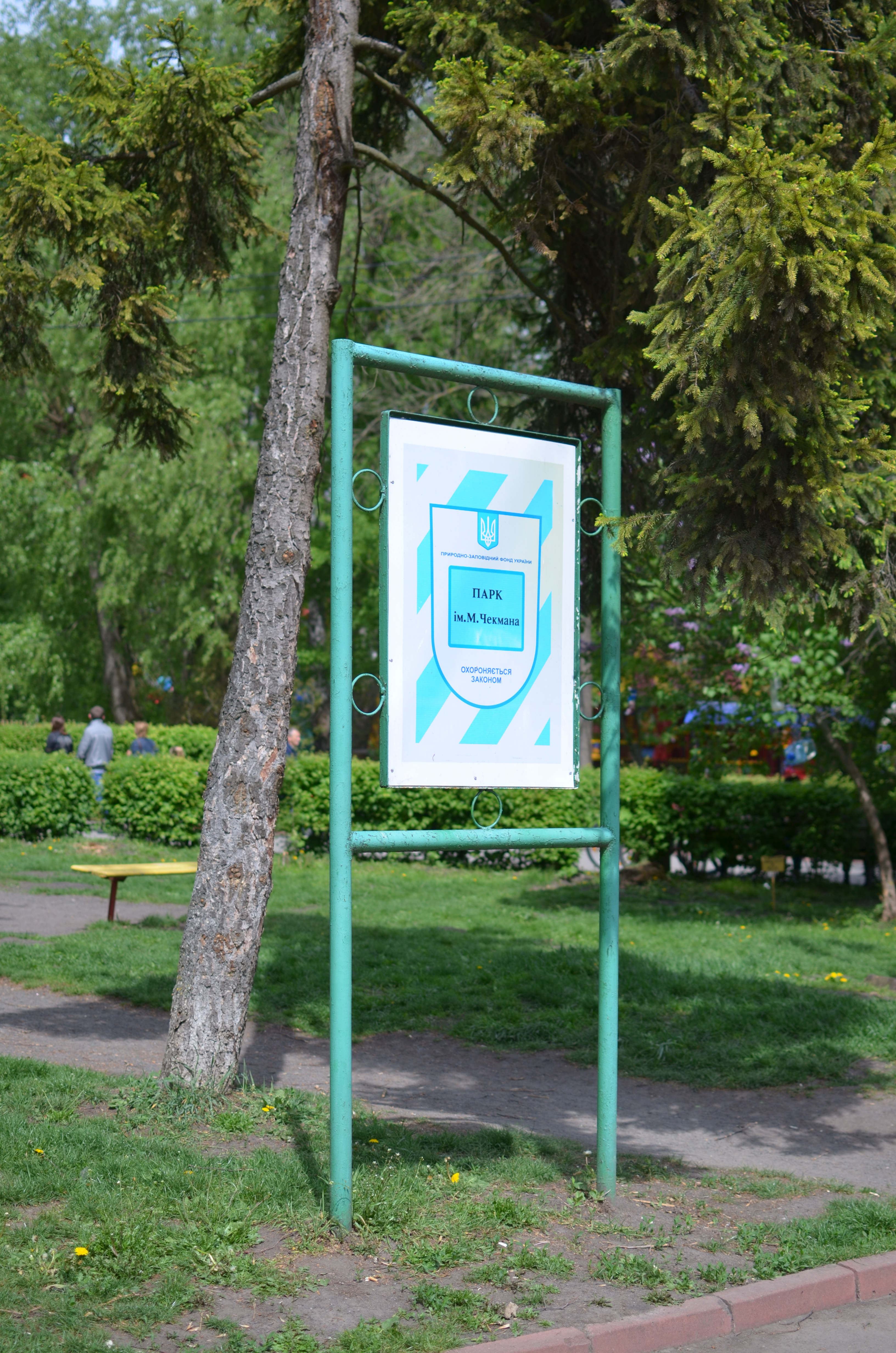
Охоронний знак
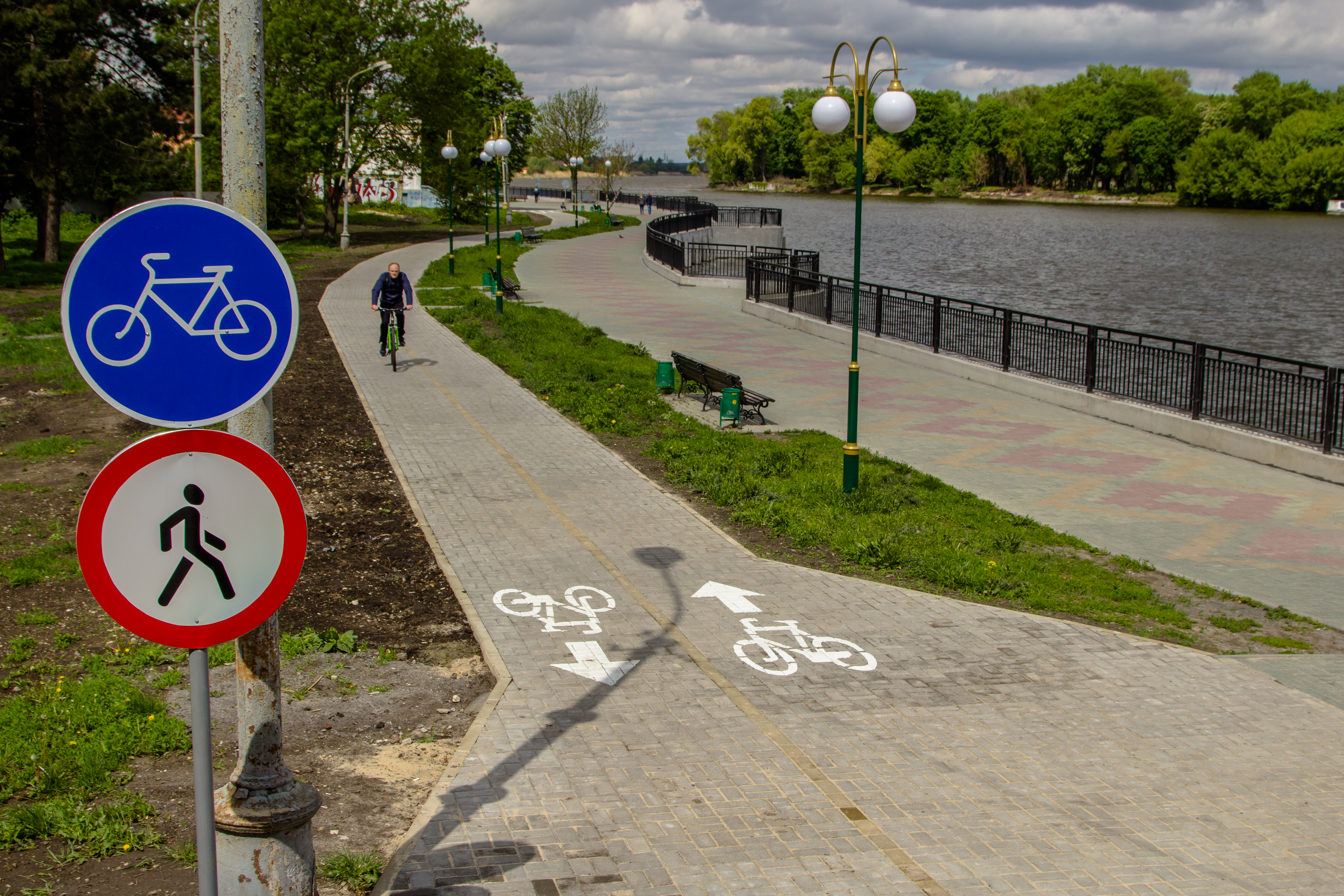
Велодоріжка на набережній
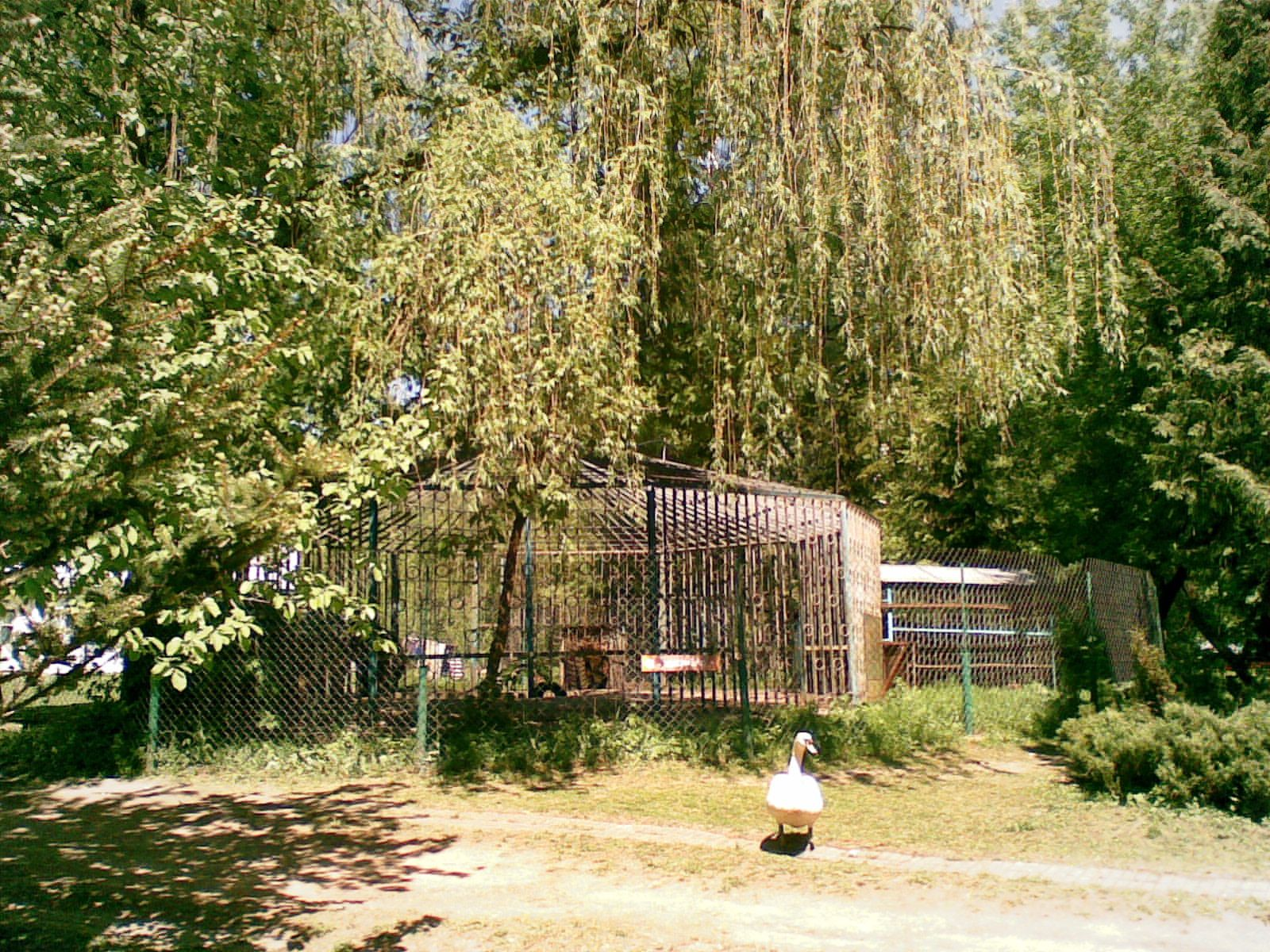
Зоокуточок
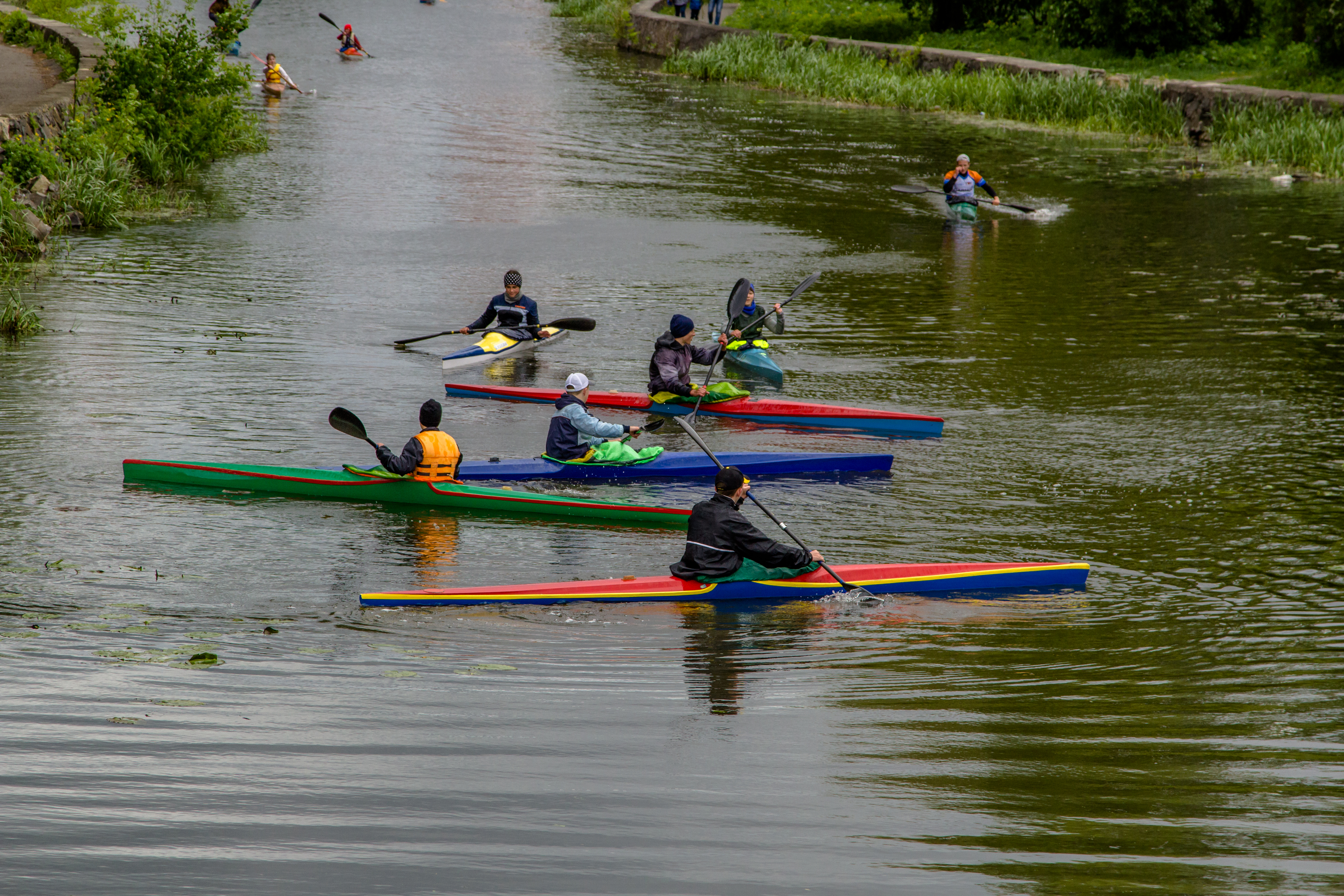
Гребці на р.Плоска
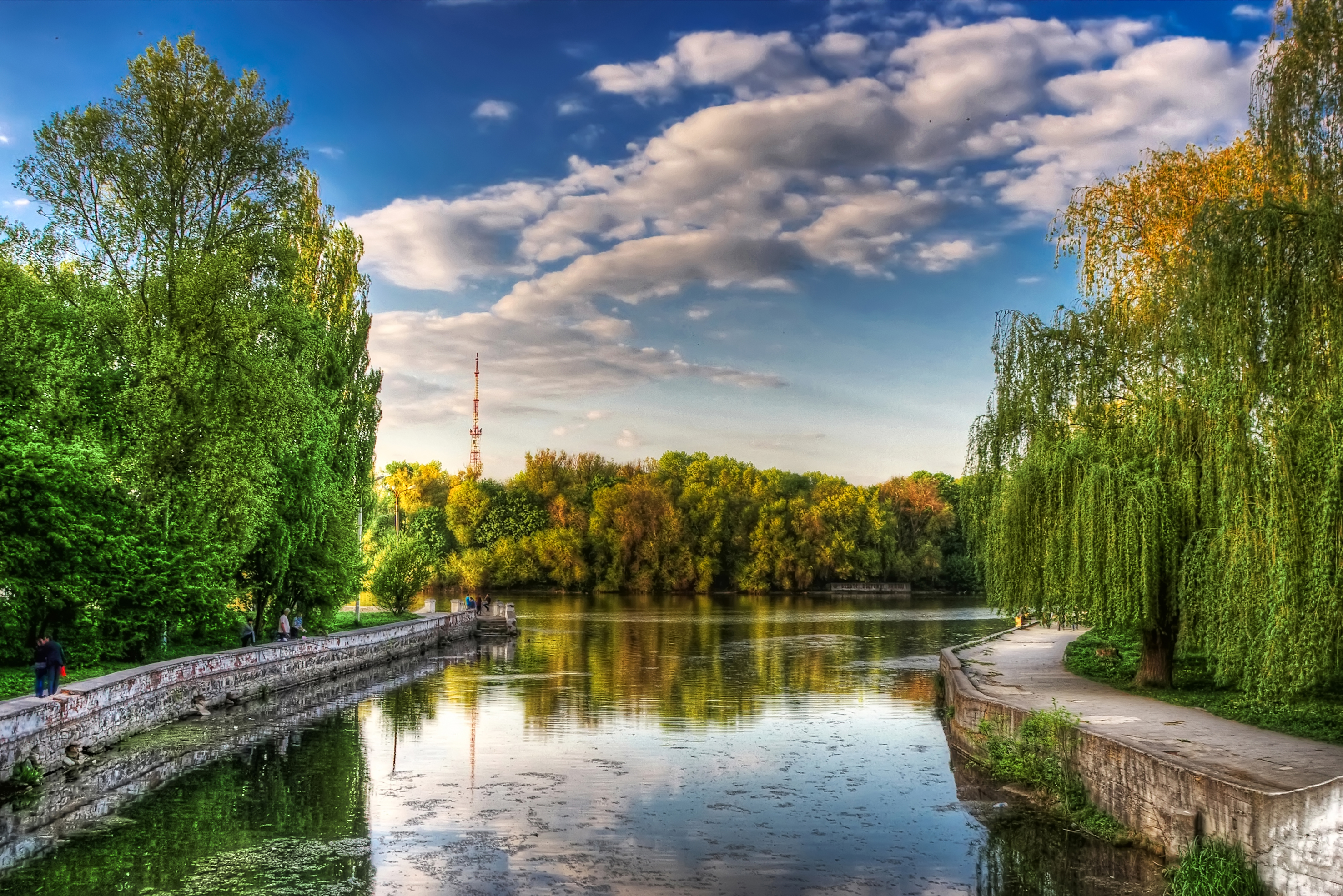
Міст через р.Плоску
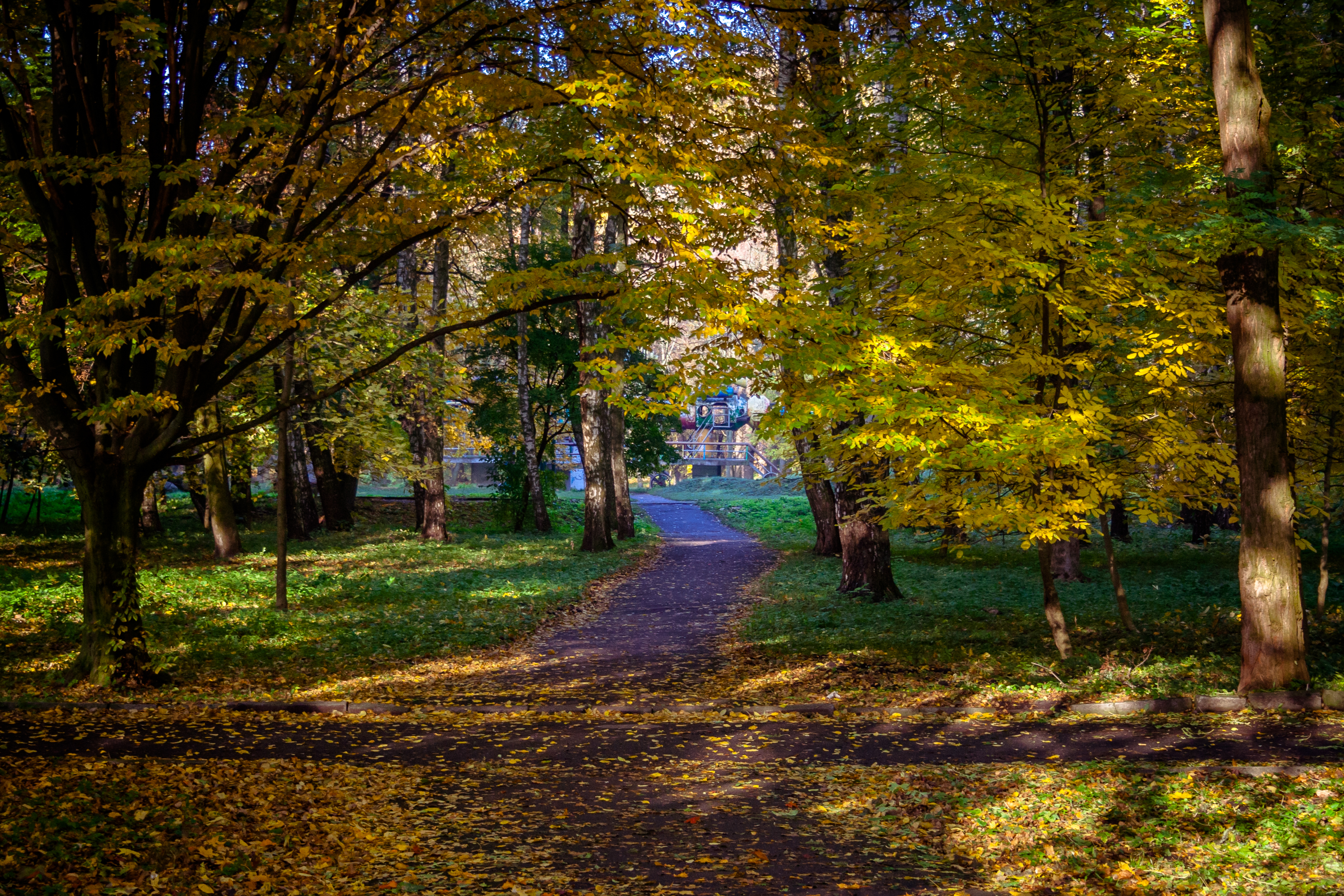